# ثابانغ سيسيني
ثابانغ سيسيني (بالإنجليزية: Thabang Sesinyi)‏ (ولد في 15 أكتوبر 1992 في بالابي، بوتسوانا) لاعب كرة قدم بوتسواني دولي يجيد اللعب في مركز الجناح الأيمن وبدرجة أقل الجناح الأيسر والوسط المهاجم. يلعب حاليا لصالح اتحاد الريف البحريني منذ 2022.